# 화물선

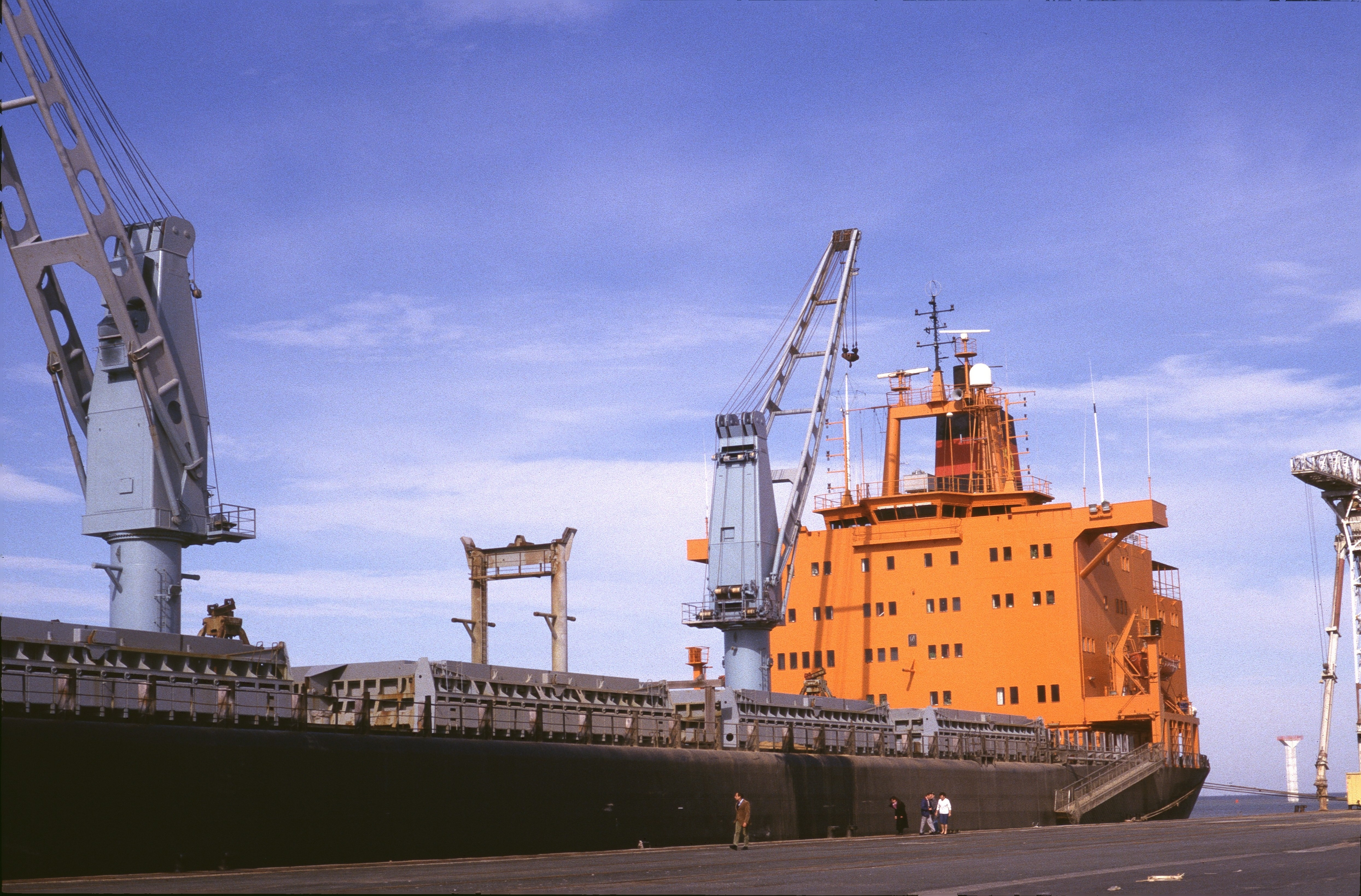

화물선(貨物船, 문화어: 무역짐배)은 화물 운송을 위해 건조된 선박이다.

## 종류
화물선에는 싣는 화물의 종류 등에 따라 다음과 같이 분류한다.
- 일반화물선
- 유조선
- 가스운반선
- 컨테이너선
- 자동차 운반선(Roll-on/roll-off)
- 부선

## 같이 보기
- 헨리 J. 카이저(Henry Kaiser)
  - 리버티쉽(Liberty ship)